# 2012年5月中國大陸

## 5月8日
- 三艘中国渔船在中国海域被朝鲜方面不明身份人士劫持，二十九名船员被劫。劫持者要求在17日前交纳120万元人民币赎金。（2012年5月8日中国渔船被劫持事件）[1]

## 5月9日
- 广州市杨箕村40岁村民李洁娥因房子被拆，跳楼身亡。死前曾散发遗书称此举与其房屋被强拆有关。[2]

## 5月10日
- 在2011年金三角中国船员遇袭案中，被怀疑为幕后主谋并残杀12名船员的缅甸毒枭糯康被老挝方面移交中国受审。[3]
- 上午9时许，一名女子在云南省巧家县白鹤滩镇花桥社区便民服务大厅与官员进行协商时，引爆身上的炸弹，造成4死15伤。有消息指，这是一宗农民因不满政府强行征地，不满赔偿款，炸了政府大楼的自杀式爆炸案。（云南省巧家县爆炸案）[4]
- 下午3点，合肥市包河区第一法院以“故意伤害罪”判处周岩案被告人陶汝坤十二年零一个月有期徒刑。[5]

## 5月12日
- 国家安全政策委员会：应立法设立中华母亲节，不过母亲节以防止西化。[6]
- 郑州二七区委原常委、统战部长曲连文利用在任期间担任多个辖区规划、建设的指挥长、副指挥长的职务便利，收受多个置业公司、房地产公司的房产贿赂和现金贿赂，折合现金累计近千万元，办案组在其办公室内搜出的各类购物卡就能铺满一张床。法院一审判决曲连文犯受贿罪，判处其有期徒刑15年，剥夺政治权利5年，并处没收财产50万元。曲连文当庭表示不上诉。

## 5月14日
- 金門莒光樓陳列胡璉將軍的青天白日勳章月初遭竊，涉案人據稱為解放軍第一代坦克兵喬兆慶（戎裝照，見圖，摘自網路）。喬兆慶十三歲當兵，參加過國共內戰的遼瀋與平津戰役，開國大典時喬兆慶開坦克接受毛澤東檢閱，在韓戰中成功伏擊美軍坦克，立過大功。戰後他長久任職解放軍坦克一師司令部參謀。沒料到，他的貪念讓他晚節不保，地點不是戰場，而在金門。[7][8][9]
- 大陸愛美人士對美胸手術的需求量相當大，每年完成美胸手術10多萬例，已經成為美國、巴西之後的第三大胸部整形大國。日前在合肥舉行的「2012年亞太區美胸技術演示大會」吸引了美國、韓國、日本、新加坡、泰國、菲律賓、馬來西亞等12個國家的百位美胸專家，進行美胸技術研討及推廣，現場演示微創U美定制美胸技術。[10]
- 近日广州冼村小学被禁止在校园里讲粤语的消息，在网上流传，原因是校长认为“讲粤语的都是低素质的”，该校校长回应，校园确实要求师生说普通话，但并非针对粤语，而是禁止所有方言；同时，郑惠表示绝对没有说过类似“低素质”的言论。[11] 但做法引起家长不满，有曾参予捍卫粤语行动的广州网民余先生指，现时该小学的做法是荒谬行径。[12]

## 5月17日
- 朝鲜驻华使馆表示不知中国29名船员被朝鲜劫持，称刚上网才知道。[13]
- 中国驻朝鲜大使率领外交人员在某农场管理人员陪同下，在朝鲜插秧。[14]
- 一些中国共产党老兵呼吁免去时任中共中央政治局常委、中央政法委书记周永康的职务。[15]

## 5月18日
- 厦门市中级人民法院公开宣判，远华集团走私案主犯赖昌星犯走私普通货物罪，行贿罪，两罪并罚，决定执行无期徒刑，剥夺政治权利终身，并处没收个人全部财产。[16]

## 5月19日
- 至少有20人在一场中国中部的公路隧道的爆炸中丧生。[17]

## 5月30日
- 贵州铜仁市德江县官员张波在强制拆除“违法建筑”时，被刺身亡。刺人者为一老实巴交的农妇，丈夫已身故，全部积蓄用来修房。因为是城镇户口，所以她的一切建房行为均被定性为“违法建筑”。[18]
- 贵州德江县拟为强拆中被刺官员张波申报“烈士”。[19]
- 德江县拆违官员张波生前被评为“十佳国土卫士”。[20]
- 菲律宾称正考虑全天候部署黄岩岛方案。[21]

## 5月31日
- 国家电网垄断致使蒙西电网窝电严重，夏季高峰时2400万瓦的巨额电量难遇送出。蒙西电网属于中国大陆唯一一家独立的省级电网公司，发电装机容量占内蒙古的60%.[22]
- 广东荔枝进入成熟季节，有快递公司开通航空快递，以保证荔枝的快速送达的要求。其中有些公司因各种原因延误送达，时间达6天之久，致使荔枝变质。[23]